# Ritardando
Ritardando, förkortas Rit. är en musikalisk term för att tempot blir långsammare och långsammare.
Ritenuto (återhållet) däremot, innebär att tempot – plötsligt – blir något långsammare.